# MCR-1
MCR-1 ist ein Enzym, das Bakterien eine Resistenz gegenüber Colistin und anderen Polymyxinen verleiht. Colistin wird als Reserveantibiotikum gegen multiresistente Keime eingesetzt. MCR-1 katalysiert den Transfer von Phosphoethanolamin auf Lipid A.

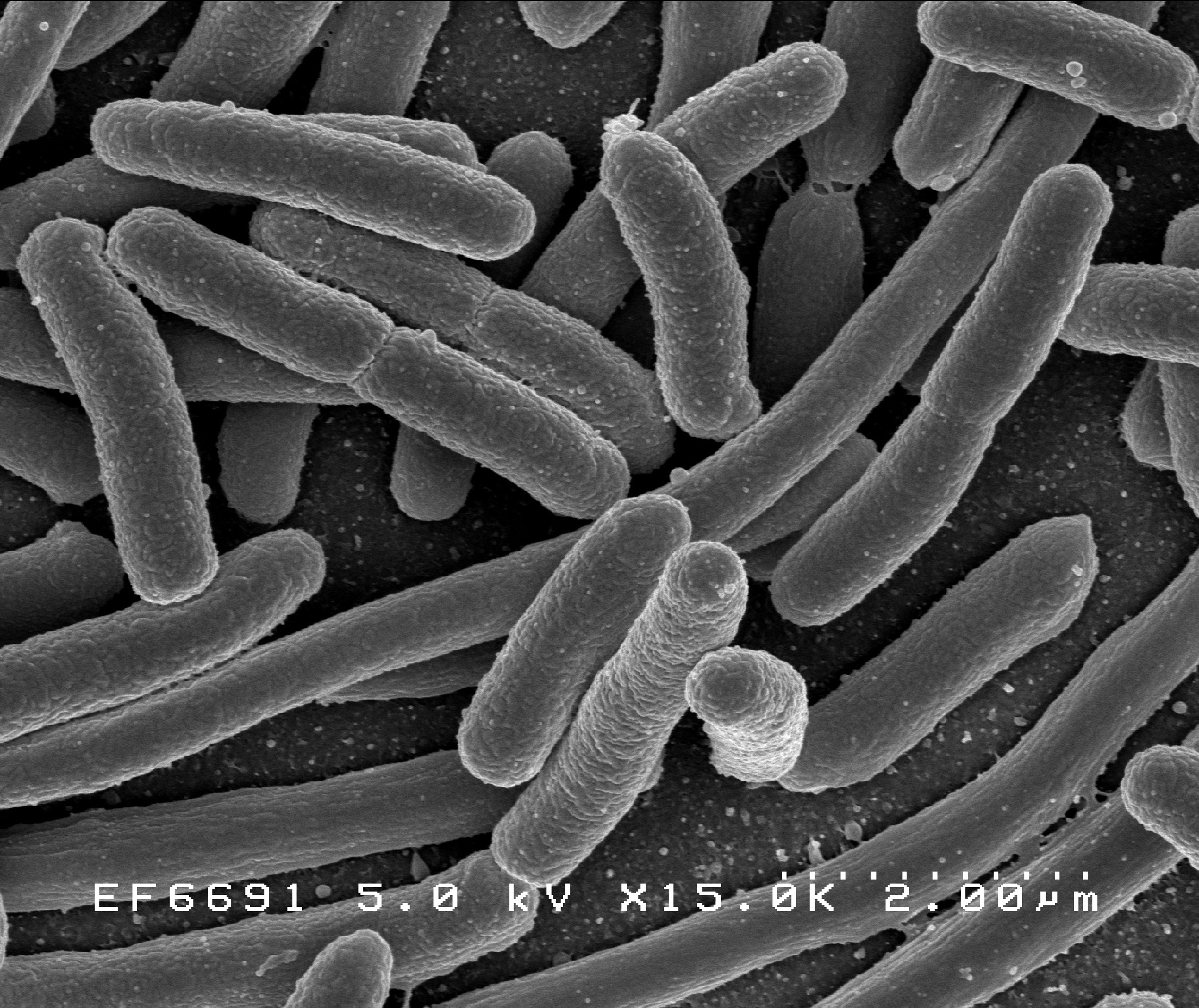
Das Bakterium E. coli, in dem MCR-1 zuerst gefunden wurde.

Der Mechanismus wurde zuerst in E. coli-Stämmen im Schwein entdeckt. Später wurde das Gen von unabhängigen Forschern in Malaysia, England, China, Europa, Deutschland und den USA in Keimproben vom Menschen nachgewiesen. 2016 konnten Forscher  für MCR-1 die erste plasmidvermittelte Polymyxin-Antibiotikaresistenz nachweisen, die einen horizontalen Gentransfer ermöglicht, also die Übertragung von Polymyxinresistenz-vermittelnden Genen in andere Bakterienstämme.
Im April 2016 wurden in Pennsylvania im Urin einer 49-Jährigen E. coli Bakterien gefunden, die gegen Colistin resistent waren. Neben anderen Resistenzgenen trug der Bakterienstamm das MCR-1-Gen, das diese Bakterien auch gegen das letzte Reserveantibiotikum widerstandsfähig macht. In den folgenden Monaten wurden bei weiteren Patienten multiresistente Erreger mit diesem Gen gefunden.